# Вилијамсов синдром
Вилијамсов синдром (ВС) је редак генетски поремећај који погађа многе делове тела. Црте лица често укључују широко чело, неразвијену браду, кратак нос и пуне образе. Блага до умерена интелектуална ометеност се примећује код особа са ВС, са посебним изазовима са визуелним просторним задацима као што је цртање. Вербалне вештине су релативно непромењене. Многи људи са ВС имају отворену личност, отвореност за интеракцију са другим људима и срећно расположење. Медицински проблеми са зубима, проблеми са срцем (нарочито суправавалуларна аортна стеноза) и периоди високог нивоа калцијума у крви су чести.
Вилијамсов синдром је узрокован генетском абнормалношћу, тачније брисањем око 27 гена са дугачког крака једног од два хромозома 7. Обично се ово дешава као случајни догађај током формирања јајне ћелије или сперме из које се особа развија. У малом броју случајева, наслеђује се од захваћеног родитеља на аутозомно доминантан начин. Различите карактеристичне особине су повезане са губитком специфичних гена. На дијагнозу се обично сумња на основу симптома и потврђује се генетским тестирањем.
Лечење ВС укључује посебне едукативне програме и различите врсте терапије. Хируршка интервенција се може урадити да би се исправили проблеми са срцем. Промене у исхрани или лекови могу бити потребне за висок ниво калцијума у крви. Синдром је први описао 1961. Новозеланђанин Џон Ц. П. Вилијамс. Вилијамсов синдром погађа између једног од 20.000 и једног од 7.500 људи при рођењу. Очекивано трајање живота је краће него код опште популације, углавном због повећане стопе срчаних обољења.